# Aštavakrásana

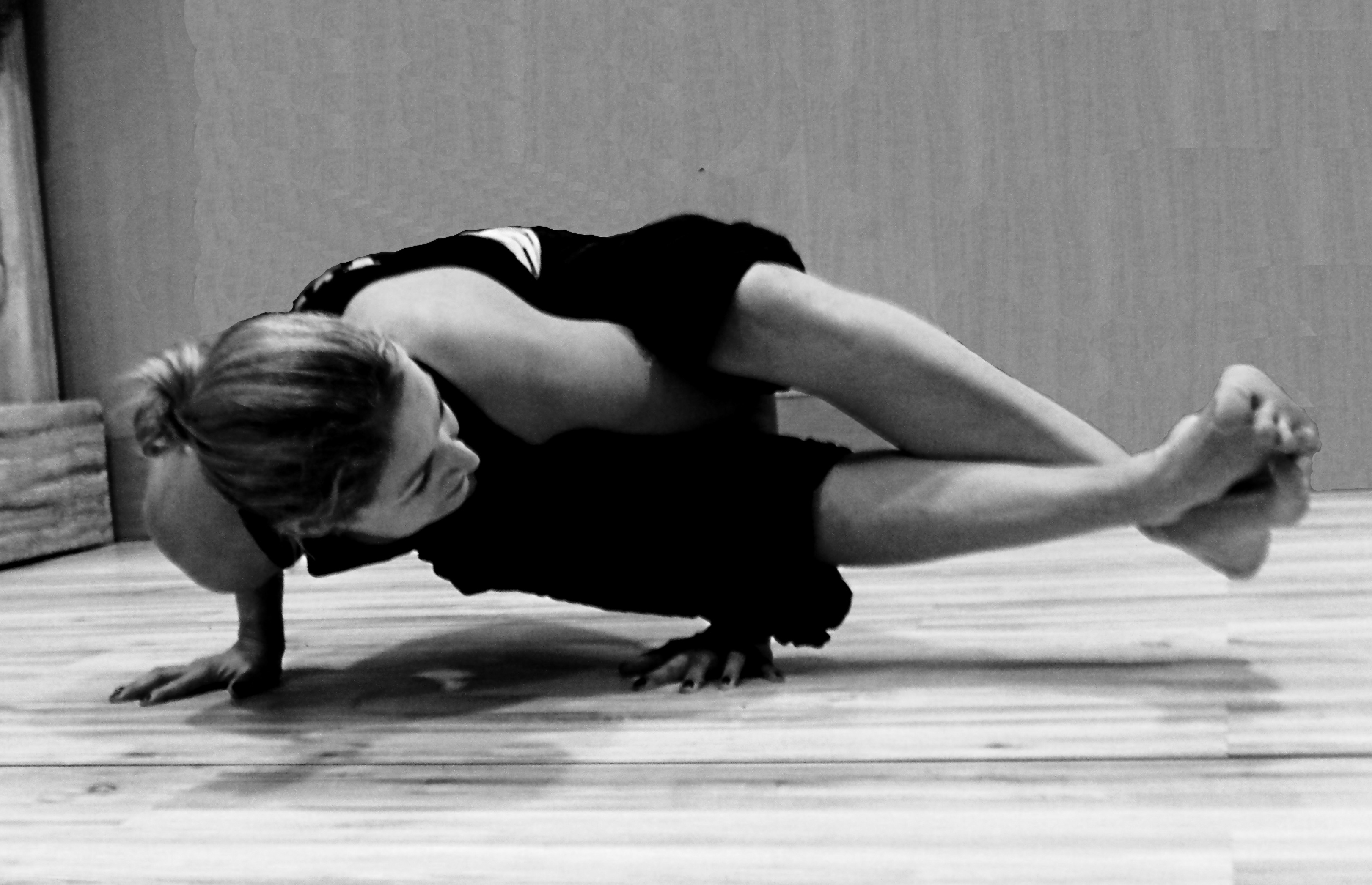
Aštavakrásana

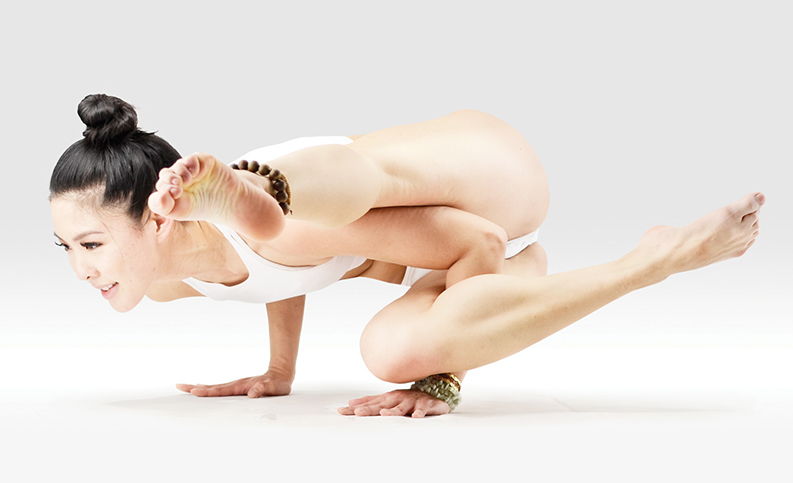
Aštavakrásana, variace

Aštavakrásana (v sanskrtu अष्टावक्रासन; přepis: Aṣṭāvakrāsana) neboli osm úhlů je ásana věnovaná jogínovi se jménem Aštavakra, duchovnímu guru krále Džanaky. Když mudrc byl v lůně své matky, jeho otec Kagola udělal několik chyb při recitování véd, čemuž se doposud nenarozený mudrc smál. Otec se rozzuřil, zvolil dítěti jméno Aštavakra a tak se stalo, že se narodilo pokřivené na osmi místech. Kagola byl později poražen ve filozofické disputaci s dvorním učencem Vandinem, což ale Aštavakra pomstil, když sám Vandina porazil a stal se královým guru. Otec mu posléze požehnal a Aštavakrovy deformace zmizely.
Název pochází ze sanskrtského slova asta, což znamená „osm“, vakra („ohnuté, zakřivené“) a asana (आसन ), což znamená „držení těla“ nebo „sídlo“.
Aštavakrasána obsahuje balanci rukou a boční stočení.

## Výhody
Tento obtížný příčný pohyb ovlivňuje páteř přes míšní nervy dodáním krve. Pozice zvyšuje činnost žaludku a pomáhá trávení potravy. Páteř je v maximálním možném bočním stočení.

## Galerie

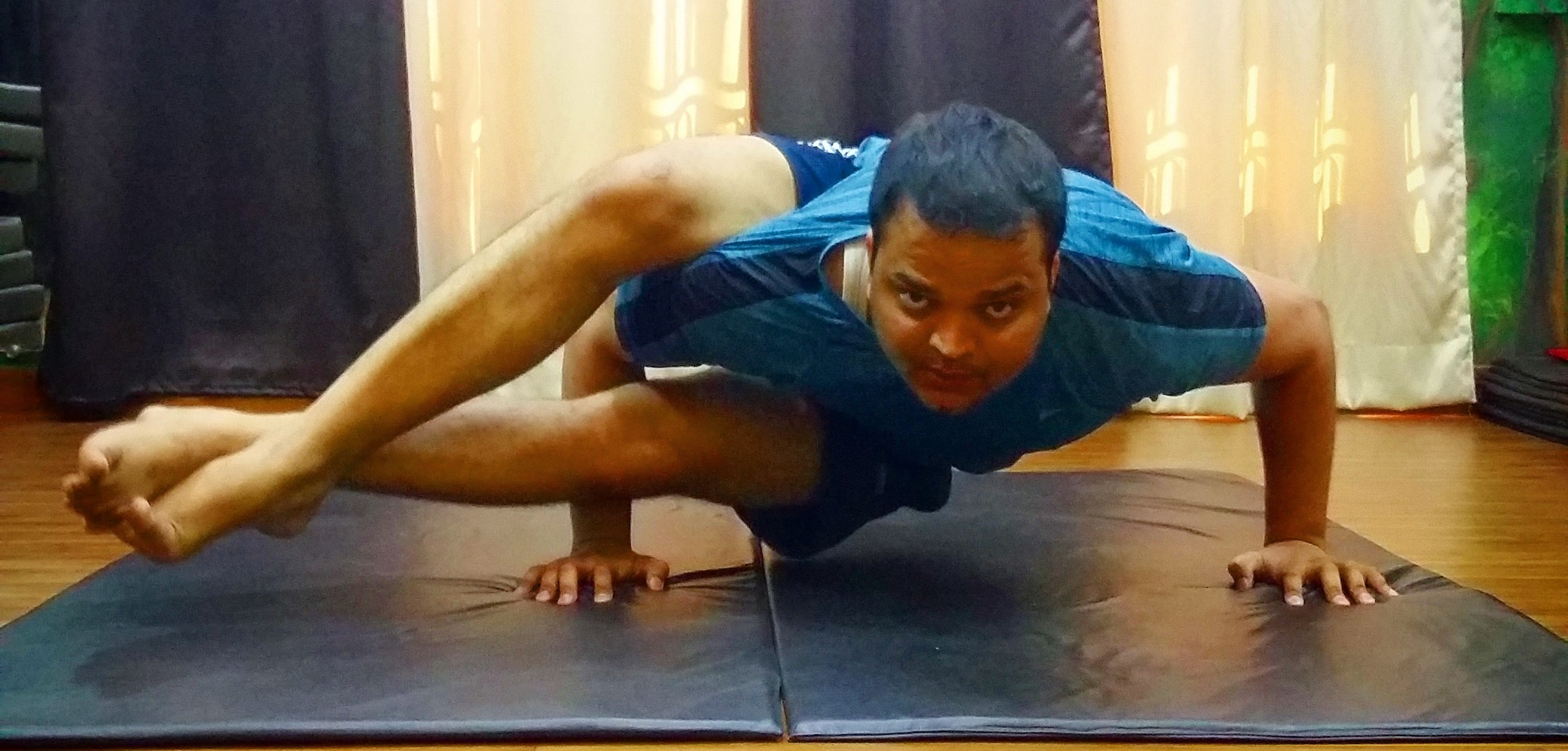
Aštavakrásana (Sadhak Anshit)